# Sweet Refrain
Sweet Refrain is een nummer van de Japanse groep Perfume en tevens de eerste single van het vijfde album Cosmic Explorer. Het nummer is geschreven en gecomponeerd door Yasutaka Nakata. De single werd uitgebracht op 27 november 2013 zowel digitaal als fysiek.

## Nummers
| Nr. | Titel                                        | Duur |
| --- | -------------------------------------------- | ---- |
| 1.  | Sweet Refrain                                |      |
| 2.  | Koi wa Zenkei Shisei (恋は前傾姿勢)          |      |
| 3.  | Sweet Refrain (original instrumental)        |      |
| 4.  | Koi wa Senkei Shisei (original instrumental) |      |

| Nr. | Titel                     | Duur |
| --- | ------------------------- | ---- |
| 1.  | Sweet Refrain (videoclip) |      |